# كارل فون جيربر
كارل فون جيربر (بالسويدية: Carl von Gerber)‏ هو كاياكير سويدي، ولد في 23 أغسطس 1931 في Västervik ‏ في السويد، وتوفي في 8 سبتمبر 2013 في ستوكهولم في السويد.

## وصلات خارجية
- كارل جيربر على موقع اللجنة الأولمبية الدولية (الإنجليزية)
- كارل جيربر على موقع أوليمبيديا (الإنجليزية)
- كارل جيربر على موقع اللجنة الأولمبية السويدية (السويدية)